# Дрейн (град, Орегон)
Дрейн (на английски: Drain) е град в окръг Дъглас, щата Орегон, САЩ. Дрейн е с население от 1075 жители (2007) и обща площ от 1,4 km². Намира се на 88,4 m надморска височина. ЗИП кодът му е 97435, а телефонният му код е 541.